# Christian Gille
Christian Gille (né le 6 janvier 1976) est un céiste allemand pratiquant la course en ligne.